# Норрейс, Томас
Сэр Томас Норрейс (Норрис) (англ. Sir Thomas Norris (Norreys); 1556 — 20 августа 1599) — английский военный и государственный деятель, член Ирландской палаты общин и лорд-президент Манстера в Ирландии (1597—1599).

## Семья
Пятый сын Генри Норриейса (1525—1601), 1-го барона Норрейса из Райкот-хауса и Уитэм-Эбби в Оксфордшире (последнее ранее находилось в Беркшире), и его жены Марджери, младшей дочери Джона Уильямса, 1-го барона Уильямса из Тейма. Он поступил в Оксфордский колледж Магдалины в 1571 году, в возрасте 15 лет, окончив бакалавриат искусств 6 апреля 1576 года. Сэр Джон Норрейс и сэр Эдвард Норрис были его братьями. Он женился на Бриджит, дочери сэра Уильяма Кингсмилла из Сидмонтона в Хэмпшире, от которой у него была одна дочь, Элизабет, его единственная наследница, которая вышла замуж за сэра Джона Джефсона (? — 1638) из Фройла в Хэмпшире. Их сын Уильям Джефсон (1609—1658) заседал в Долгом парламенте. Норрис построил замок Маллоу, который оставался в семье его дочери до 1980-х годов.

## Военная карьера
В декабре 1579 года Томас Норрейс стал, благодаря смерти своего старшего брата Уильяма и влиянию сэра Уильяма Пелхэма, капитаном конного отряда в Ирландии. В следующем году он принял активное участие в кампании против Джеральда Фицджеральда, 15-го графа Десмонда. Во время отсутствия сэра Николаса Малби, лорда-президента Коннахта, зимой 1580—1581 годов Томас Норрейс действовал как губернатор этой провинции и преследовал Берков и других мятежников. В 1581-1582 годах Томас был занят, по-видимому, между Клонмелом и Килмаллоком, наблюдая за передвижениями графа Десмонда. После отставки капитана Джона Зуша в августе 1582 года по причине плохого самочувствия, Томас Норрейс стал полковником войск в Манстере. Он вынудил графа Десмонда отказаться от осады Дингла, но у него не было средств на продолжение осады. После назначения Томаса Батлера, 10-го графа Ормонда, губернатором Манстера, Томас Норрейс смог в начале 1583 года нанести короткий визит в Англию. По возвращении он нашёл работу в Ольстере для разрешения спора между Хью Огом О’Нилом и Шейном макБрайном О’Нилом из-за владения замком Эден-Дуфф-Каррик (замок Шейна), который он передал последнему в качестве капитана Нижнего Кландебоя. Его хвалили лорды-юстициарии Адам Лофтус и Генри Уоллоп. Осенью 1584 года он участвовал в экспедиции сэра Джона Перрота против шотландцев в Антриме и, прочесывая леса Гленконкейна в поисках Боя Сорли Макдоннелла, был ранен стрелой в колено.
Томас Норрейс вернулся в Манстер и в 1585—1586 годах представлял Лимерик в Ирландском парламенте. В декабре 1585 года он был назначен вице-президентом Манстера во время отсутствия в Нидерландах своего старшего брата Джона. Это была опасная ситуация. По указанию Англии Томас Норрейс в марте 1587 года арестовал Джеймса Фицэдмунда Фитцджеральда, сенешаля Имокилли, Патрика Кондона и других, чья лояльность была по меньшей мере сомнительной. Брак с Эллен, дочерью и единственной наследницей Дональда Маккарти, 1-го графа Кланкара (? — 1596), была политически деликатная тема, но сам Норрейс отверг её как свою невесту. В июне 1588 года дело приняло серьёзный оборот, когда Флоренс Маккарти женился на ней и, таким образом, объединил две главные ветви клана Маккарти. Томас Норрейс арестовал Флоренса Маккарти, но ему внушили, что он действовал совершенно невинно. В декабре он был посвящён в рыцари сэром Уильямом Фицуильямом. Опасаясь вторжения Испанской армады в Ирландию, и в 1589—1590 годах Томас Норрейс был занят с Эдмундом Йорком, инженером, специально присланным из Англии для этой цели, укреплением укреплений замков Лимерик, Уотерфорд и Дунканнон. У него не было денег, и военный отряд в Лимерике в мае 1590 года поднял мятеж и двинулся на Дублин. Зачинщики были наказаны сэром Уильямом Фицуильямом.
Зимой 1592—1593 годов Томас Норрейс находился в Англии, чтобы сообщить о колонизации Манстера, он вернулся в Ирландию около мая 1593 года. Если не считать беспорядков, учинённых летом Донногом Маккарти, незаконнорожденным сыном графа Кланкара, в провинции царил мир. 10 августа 1594 года Томас Норрейс отправился в Дублин, чтобы встретиться с новым лордом-наместником, сэром Уильямом Расселом, которого он сопровождал по пути в Ольстер. В следующем году он служил под командованием своего брата сэра Джона Норрейса против графа Тирона и был ранен в бедро во время битвы, которая произошла на полпути между Ньюри и Армой 4 сентября. В июне 1596 года он помогал сэру Джону Норрейсу в качестве уполномоченного по умиротворению Коннахта, но в августе был занят отражением вторжения Мак-Шихи и О’Брайенов в Манстер. В сентябре он снова сопровождал сэра Джона Норрейса в Коннахт. Позор сэра Ричарда Бингема временно лишил провинцию её губернатора, и он был назначен своим старшим братом временным президентом Коннахта. После смерти сэра Джона Норрейса в том же году он сменил его 20 сентября на посту лорда-президента Манстера. Томас Бург, 3-й барон Бург, также умер, и 29 октября Томас Норрейс был избран советом лордом-юстициарием Ирландии. Избрание не было подтверждено королевой Елизаветой на том основании, что его присутствие было особенно необходимо в Манстере. Соответственно, Лофтус и Гардинер были назначены лордами-юстициариями, и 29 ноября Норрис вернулся в Манстер.

## Поздние годы и смерть
После всеобщего восстания ирландцев после битвы у Жёлтого брода 14 августа 1598 года и вторжения в Манстер восставших лейнстерских ирландцев под командованием Оуни Мак-Рори О’Мура Томас Норрейс сосредоточил свои силы в окрестностях Маллоу. Но, не чувствуя себя достаточно сильным, чтобы встретиться с Оуни Мак-Рори в сражении, он отступил в Корк. Он был обвинен в своем отступлении, например, в письме Джона Чемберлена 22 ноября 1598 года. Его положение ухудшилось, но к концу декабря он сумел, несмотря на яростные нападки Уильяма Берка, освободить Килмаллок. Но вторая экспедиция 27 марта 1599 года привела лишь к взятию замка Карригли, и 4 апреля он вернулся в Корк, всю дорогу сражаясь с ирландцами. Приезд Роберта Деверё, 2-го графа Эссекса, дал ему передышку. Он отправился в Килкенни, чтобы встретиться с лордом-лейтенантом, и, вернувшись в Манстер, был уже на пути из Баттевэнта в Лимерик 30 мая, когда столкнулись с ирландскими войсками под командованием Томаса Берка. В стычке он был ранен пикой в шею. Берки были разбиты, и Томас Норрейс прибыл в Лимерик, по-видимому, 4 июня. Вернувшись в Аскитон, он присоединился к графу Эссексу в Килмаллоке и сопровождал его в путешествии по провинции до самого отъезда 20 июня. Но его рана стала ещё хуже. Его отвезли в замок Маллоу, где он скончался 20 августа 1599 года после продолжительной мучительной болезни.